# Montpelier (Idaho)
Montpelier es una ciudad ubicada en el condado de Bear Lake en el estado estadounidense de Idaho. En el Censo de 2010 tenía una población de 2597 habitantes y una densidad poblacional de 430,72 personas por km².

## Geografía
Montpelier se encuentra ubicada en las coordenadas 42°19′34″N 111°17′56″O / 42.32611, -111.29889. Según la Oficina del Censo de los Estados Unidos, Montpelier tiene una superficie total de 6.03 km², de la cual 6.03 km² corresponden a tierra firme y (0%) 0 km² es agua.

## Demografía
Según el censo de 2010, había 2597 personas residiendo en Montpelier. La densidad de población era de 430,72 hab./km². De los 2597 habitantes, Montpelier estaba compuesto por el 0.1% blancos, el 0.04% eran afroamericanos, el 0.39% eran amerindios, el 0.23% eran asiáticos, el 0% eran isleños del Pacífico, el 2% eran de otras razas y el 1.16% pertenecían a dos o más razas. Del total de la población el 4.89% eran hispanos o latinos de cualquier raza.